# محاصره مایوزامالچا
محاصره مایوزامالچا در سال ۳۶۳ میلادی توسط ارتش روم به رهبری امپراتور ژولیان انجام گرفت که با یورش، غارت و ویرانی شهر مایوزامالچا همراه بود. او پس از این شهر به سوی پایتخت ساسانیان، تیسفون، شتافت.